# Thoreau
Thoreau (navaho Dlǫ́ʼí Yázhí)) és una concentració de població designada pel cens dels Estats Units a l'estat de Nou Mèxic. Segons el cens del 2000 tenia 1.863 habitants.

## Demografia
Segons el cens del 2000, Thoreau tenia 1.863 habitants, 532 habitatges, i 405 famílies. La densitat de població era de 45,2 habitants per km².
Dels 532 habitatges en un 49,8% hi vivien nens de menys de 18 anys, en un 50,2% hi vivien parelles casades, en un 21,2% dones solteres, i en un 23,7% no eren unitats familiars. En el 19,7% dels habitatges hi vivien persones soles el 3,4% de les quals corresponia a persones de 65 anys o més que vivien soles. El nombre mitjà de persones vivint en cada habitatge era de 3,5 i el nombre mitjà de persones que vivien en cada família era de 4,16.
Per edats la població es repartia de la següent manera: un 40,7% tenia menys de 18 anys, un 10,3% entre 18 i 24, un 26,6% entre 25 i 44, un 17,8% de 45 a 60 i un 4,6% 65 anys o més.
L'edat mediana era de 24 anys. Per cada 100 dones de 18 o més anys hi havia 90 homes.
La renda mediana per habitatge era de 29.280$ i la renda mediana per família de 29.708$. Els homes tenien una renda mediana de 29.000$ mentre que les dones 23.092$. La renda per capita de la població era de 10.516$. Aproximadament el 23,3% de les famílies i el 30,2% de la població estaven per davall del llindar de pobresa.

## Poblacions més properes
El següent diagrama mostra les poblacions més properes.